# Босс, Льюис
Льюис Босс (англ. Lewis Boss; 1846—1912) — американский астроном.

## Биография
Родился в Провиденсе (штат Род-Айленд), в 1870 окончил Дартмутский колледж. Работал клерком в различных государственных учреждениях в Вашингтоне, а также в Морской обсерватории США. В 1872—1870 работал астрономом в экспедиции, занимавшейся проведением границы между США и Канадой вдоль 49-й параллели. С 1876 — директор обсерватории Дадли (Олбани, штат Нью-Йорк).
Основные труды в области позиционной астрономии. Создал фундаментальную систему звездных положений. Выполнил критический обзор около 100 фундаментальных звездных каталогов, составил таблицы систематических поправок к ним и в 1878 на основании своих наблюдений создал каталог склонений и собственных движений 500 звезд на эпоху 1875. Этот каталог сразу же начали использовать при составлении американского астрономического ежегодника. Выполнил позиционные наблюдения по международному плану AGK и подготовил каталоги для зон от +0º50' до +5º10' (1886) и от −23 до −37 (1896—1903). Составил «Предварительный общий каталог» (PGC), содержащий положения и собственные движения 6188 ярких звезд (опубликован в 1910). Подготовленный им «Общий каталог» (GC), в котором содержатся 33 342 звезды до 7-й величины, был издан его сыном Бенджамином в 1937. В 1879 начал наблюдения комет и вычисление их орбит; в течение нескольких лет обсерватория Дадли была основным центром по вычислению орбит новых комет. В 1878 участвовал в экспедиции в штат Колорадо для наблюдения полного солнечного затмения, в 1882 возглавлял экспедицию в Сантьяго (Чили) для наблюдения прохождения Венеры по диску Солнца.
С 1909 по 1912 года — главный редактор журнала «Astronomical Journal».
Член Национальной академии наук США (1889), иностранный член-корреспондент Петербургской Академии наук (1910), член Берлинской АН (1910).
Золотая медаль Королевского астрономического общества (1905), премия им. Ж. Ж. Ф. Лаланда Парижской АН (1911).
В его честь назван кратер на Луне.